# Handelsområde
Handelsområde är en term som används av Statistiska centralbyrån för områden med detaljhandel. Enligt den definition som gäller från avgränsningen för år 2015 ska ett handelsområde ha minst minst fem tätt liggande detaljhandelsföretag eller fyra tätt liggande detaljhandelsföretag med minst 100 anställda. Som detaljhandelsföretag räknas enbart arbetsställen med SNI-kod 47 Detaljhandel.
Enligt avgränsningen för år 2015 hade Sverige 560 handelsområden med 17 000 arbetsställen och 150 000 anställda. Varje handelsområde förses med en kod bestående av bokstaven H samt sju siffror, där de fyra första är en kommunkod.
En tidigare avgränsning hade gjorts år 2010. Den skilde sig metod- och mätmässigt från den för 2015. Handelsområdena i 2010 års avgränsning försågs med andra koder än de som användes för 2015. Dessutom gavs områdena namn, vilket inte gjordes för 2015.